# Дуплин
Округ Дуплин (англ. Duplin County) располагается в штате Северная Каролина, США. Официально образован в 1750 году. По состоянию на 2010 год, численность населения составляла 58 505 человек.

## География
По данным Бюро переписи США, общая площадь округа равняется 2121,212 км2, из которых 2118,622 км2 суша и 2,590 км2 или 0,170 % это водоёмы.

## Население
По данным переписи населения 2000 года в округе проживает 49 063 жителей в составе 18 267 домашних хозяйств и 13 060 семей. Плотность населения составляет 23,00 человека на км2. На территории округа насчитывается 20 520 жилых строений, при плотности застройки около 10,00-ти строений на км2. Расовый состав населения: белые — 58,67 %, афроамериканцы — 28,94 %, коренные американцы (индейцы) — 0,23 %, азиаты — 0,15 %, гавайцы — 0,07 %, представители других рас — 10,87 %, представители двух или более рас — 1,06 %. Испаноязычные составляли 15,14 % населения независимо от расы.
В составе 33,20 % из общего числа домашних хозяйств проживают дети в возрасте до 18 лет, 52,20 % домашних хозяйств представляют собой супружеские пары проживающие вместе, 14,20 % домашних хозяйств представляют собой одиноких женщин без супруга, 28,50 % домашних хозяйств не имеют отношения к семьям, 24,50 % домашних хозяйств состоят из одного человека, 11,10 % домашних хозяйств состоят из престарелых (65 лет и старше), проживающих в одиночестве. Средний размер домашних хозяйств составляет 2,63 человека, и средний размер семьи 3,10 человека.
Возрастной состав округа: 26,10 % моложе 18 лет, 9,60 % от 18 до 24, 29,30 % от 25 до 44, 22,10 % от 45 до 64 и 22,10 % от 65 и старше. Средний возраст жителя округа 35 лет. На каждые 100 женщин приходится 98,30 мужчин. На каждые 100 женщин старше 18 лет приходится 95,60 мужчин.
Средний доход на домохозяйство в округе составлял 29 890 USD, на семью — 34 760 USD. Среднестатистический заработок мужчины был 26 212 USD против 20 063 USD для женщины. Доход на душу населения составлял 14 499 USD. Около 15,30 % семей и 19,40 % общего населения находились ниже черты бедности, в том числе — 22,50 % молодежи (тех, кому ещё не исполнилось 18 лет) и 22,70 % тех, кому было уже больше 65 лет.